# Joanna Helbin
Joanna Helbin, född 2 juli 1960, är en polsk bågskytt. Hon deltog vid olympiska sommarspelen 1988.